# Schweinzbach (Melk)
Der Schweinzbach ist ein linker Zufluss zur Melk nördlich von Oberndorf an der Melk in Niederösterreich.
Der Schweinzbach entspringt ganz im Westen von Purgstall an der Erlauf in einem Talkessel zwischen Kroißenberg und Pfoisau, wo mehrere Zubringer den Schweinzbach speisen. Danach fließt er über Oberhub ab, wo von links der Edelbach und später der Sprizenbach einfließen. Der Sprizenbach ist ein nicht unbedeutender Zubringer, der zuvor den Harmersdorfer Bach und den Augraben aufgenommen hat. In den Schweinzbach mündet noch der Baumbach, bevor er zwischen Gstetten und Schachau von links in die Melk einfließt. Sein Einzugsgebiet umfasst 21,4 km² in großteils offener Landschaft.
Das Gewässer wird 1263 als aqua Sweinze erstmals schriftlich erwähnt. Der Name ist slawischen Ursprungs und bedeutet „Bach, wo Schweine sind“ (*Swinica).